# Banished from the Hero’s Party, I Decided to Live a Quiet Life in the Countryside
Banished from the Hero’s Party, I Decided to Live a Quiet Life in the Countryside (яп. 真の仲間じゃないと勇者のパーティーを追い出されたので、辺境でスローライフすることにしました Син но накама дзя най то ю:ся но па:ти: о оидасарэта нодэ, хэнкё: дэ суро: райфу суру кото ни симасита, «Изгнанный из отряда героя, я решил поселиться в глубинке») — ранобэ, написанное Zappon с иллюстрациями Ясумо. Впервые начало выходить на сайте любительских публикаций Shosetsuka ni Naro в октябре 2017 года. Позже было приобретено издательством Kadokawa Shoten, выпускающим тома под своим импринтом Kadokawa Sneaker Bunko. История была адаптирована Масахиро Икэно в виде манги, публикующейся в журнале Shonen Ace с мая 2018 года. Студии Wolfsbane и Studio Flad создали аниме-сериал, премьера которого прошла с октября по декабрь 2021 года.

## Сюжет
Действие разворачивается в фэнтезийном мире, где каждый человек получает от богов своё благословение, такое как «мудрец», «воин», «аптекарь» или даже «герой». Обладатели благословений могут использовать соответствующие навыки и при наборе «уровней» открывать новые способности и прокачивать их заработанными очками опыта. Благословение во многом влияет на то, кем может в будущем стать человек: например, чтобы приготовить высшие зелья, нужен высший навык зельеварения, но этот навык можно получить только с определёнными благословениями, и если его нет у твоего благословения, то как бы ты ни старался, высшее зелье сделать будет невозможно.
Главный герой Гидеон получил ранее никогда невиданное благословение «проводник», давшее ему с рождения +30 базовых уровней, что само по себе сделало его достаточно сильным и позволило стать капитаном королевских рыцарей в своей стране. Когда его младшая сестра Рути с благословением «герой» возглавила команду, противостоящую королю демонов, Гидеон без вопросов стал одним из её членов. Но со временем другие участники команды стали догонять его по уровням, да и их благословения давали им доступ к уникальным боевым навыкам, которых у Гидеона не было, так что уже на 20 уровне они могли сравниться с ним по силе. В итоге Гидеон оказался на вторых ролях, и команда, особенно «мудрец» Арес, начала давать ему знать, что теперь он только мешается под ногами у остальных и усложняет жизнь герою. Решив, что так будет лучше для Рути, Гидеон оставляет команду и селится в удалённой территории королевства, почти не затронутой войной с королем демонов.
На новом месте он берёт имя «Рэд», нанимается в местную гильдию искателей приключений и старается не выделяться. Тут он решает заняться изготовлением снадобий и открывает собственную аптеку.

## Персонажи
- Рэд (яп. レッド Рэддо) / Гидеон — главный герой истории, родившийся с ранее невиданным благословлением «проводник», давшим ему +30 базовых уровней и сделавшим его изначально очень сильным по меркам мира произведения, благодаря чему его сразу записали в команду «героя» — младшей сестры Гидеона. Когда другие члены команды стали догонять его по уровням, так что он мало мог помочь в бою, он взял на себя все сопутствующие обязанности в команде: планирование маршрутов, инвентаря, закупку припасов, переговоры от имени группы с местными правителями и тому подобное.

Сэйю: Юитиро Умэхара (Drama CD), Рёта Судзуки (аниме)
- Рит (яп. リット Ритто) — искательница приключений ранга B, а ранее принцесса Логгервии, когда-то пересекавшаяся с командой героя и рассматривавшаяся как возможный кандидат в её участники. Она сразу узнала Гидеона под именем Рэда и решила присоединиться к нему. Теперь она живёт с ним и помогает ему в аптеке.

Сэйю: Юмири Ханамори (Drama CD), Канон Такао (аниме)

## Медиа

### Ранобэ
Ранобэ написано Zappon с иллюстрациями Ясумо. Впервые начало выходить на сайте любительских публикаций Shōsetsuka ni Narō в октябре 2017 года. Позже было приобретено издательством Kadokawa Shoten, выпускающим тома под своим импринтом Kadokawa Sneaker Bunko.
Ранобэ лицензировано для публикации в Северной Америке издательством Yen Press.
| № | Дата публикации    | ISBN                                                                                  |
| - | ------------------ | ------------------------------------------------------------------------------------- |
| 1 | 1 июня 2018 г.     | ISBN 978-4-04106-858-8                                                                |
| 2 | 1 сентября 2018 г. | ISBN 978-4-04106-861-8                                                                |
| 3 | 1 января 2019 г.   | ISBN 978-4-04106-862-5                                                                |
| 4 | 1 мая 2019 г.      | ISBN 978-4-04108-254-6                                                                |
| 5 | 1 сентября 2019 г. | ISBN 978-4-04108-258-4 (обычное издание) ISBN 978-4-04108-522-6 (специальное издание) |
| 6 | 1 февраля 2020 г.  | ISBN 978-4-04108-259-1                                                                |
| 7 | 1 июля 2020 г.     | ISBN 978-4-04109-659-8                                                                |
| 8 | 31 марта 2021 г.   | ISBN 978-4-04109-661-1                                                                |

### Манга
Манга нарисована Масахиро Икэно и публикуется в журнале Monthly Shōnen Ace с мая 2018 года.
| № | Дата публикации    | ISBN                   |
| - | ------------------ | ---------------------- |
| 1 | 25 декабря 2018 г. | ISBN 978-4-04107-729-0 |
| 2 | 26 августа 2019 г. | ISBN 978-4-04108-486-1 |
| 3 | 24 января 2020 г.  | ISBN 978-4-04109-046-6 |
| 4 | 26 июня 2020 г.    | ISBN 978-4-04109-632-1 |
| 5 | 25 ноября 2020 г.  | ISBN 978-4-04109-633-8 |
| 6 | 25 июня 2021 г.    | ISBN 978-4-04111-484-1 |

### Аниме
17 ноября 2020 года был анонсирован выход аниме-сериала. Его созданием занимались студии Wolfsbane и Studio Flad, режиссёром был назначен Макото Хосино, сценаристом — Мэгуми Симидзу, а дизайнером персонажей — Рурико Ватанабэ. Изначально премьера сериала планировалась на июль 2021 года, но была перенесена на октябрь того же года «по разным обстоятельствам».

## Критика
На ноябрь 2020 года, когда было анонсировано аниме, было отпечатано более 1 млн копий ранобэ.
История является не исэкаем, а обычным фэнтези, пусть и использующим элементы компьютерных ролевых игр, такие как деревья навыков и уровни. Повествование ведётся в основном от первого лица от имени Рэда. Одной из сильных сторон первого тома при этом оказывается то, что читается между строк — Рэд оказывается убеждён в своей бесполезности Аресом, но именно на нём держалась команда героя: он планировал их путь, запасы, вёл переговоры, готовил на привалах и эмоционально поддерживал свою сестру.